# HAT-P-5 b
HAT-P-5 b (Kráľomoc) – planeta pozasłoneczna krążąca wokół gwiazdy HAT-P-5 (Chasoň) w gwiazdozbiorze Lutni odległej o około 255 lat świetlnych od Słońca.

## Odkrycie
Planeta została odkryta w 2007 roku w ramach projektu HATNet. Odkryto ją metodą obserwacji tranzytów, co pozwoliło równocześnie wyznaczyć promień i rzeczywistą masę tej planety. Tranzyty planety mają miejsce co 67 godzin i trwają ok. 3 godzin.

## Charakterystyka
Jest to gorący jowisz, gazowy olbrzym o masie równej (z dokładnością do niepewności) masie Jowisza, który obiega swoją gwiazdę w średniej odległości 0,04 au, około dziesięciokrotnie mniejszej niż średnia odległość Merkurego od Słońca. Jej promień jest równy ok. 1,2 promienia Jowisza, co pozwala obliczyć gęstość planety równą 0,66 g/cm³.

## Nazwa
Planeta ma nazwę własną Kráľomoc, będącą dawnym określeniem Jowisza w języku słowackim. Nazwa została wyłoniona w konkursie, który zorganizowała w 2019 roku Międzynarodowa Unia Astronomiczna w ramach stulecia istnienia organizacji. Sto państw zyskało prawo nazwania gwiazd i okrążających je planet, uczestnicy ze Słowacji mogli wybrać nazwę dla tej planety. Wybrane nazwy miały być powiązane tematycznie i związane ze Słowacją. Spośród nadesłanych propozycji zwyciężyła nazwa Chasoň („Słońce”) dla gwiazdy i Kráľomoc dla planety.